# Ulrike Blatter
Ulrike Blatter (* 1962 in Köln) ist eine deutsche Schriftstellerärztin.

## Leben
Blatter wurde in Rechtsmedizin promoviert und bildete sich in Psychotherapie weiter. Von 1999 bis 2022 begleitete sie ehrenamtlich psychosoziale Projekte auf dem Balkan mit dem Schwerpunkt Mentoring von jungen Menschen in Risikosituationen. Seit 2012 leistet sie Freiwilligenarbeit als interkulturelle Mentorin im Projekt Schreibdialoge der Universität Konstanz. Von 1997 bis 2019 arbeitete sie in der Erwachsenenbildung am Institut für Körperzentrierte Psychotherapie in Zürich. Seit 2023 ärztliche Gutachtertätigkeit. 
Seit 2010 arbeitet Blatter als freie Autorin. Sie veröffentlichte Kriminalromane, Gesellschaftsromane, zahlreiche Kurzgeschichten, Kinderbücher und Lyrik. Ein Schwerpunkt ihres Schaffens sind die Auswirkungen von erzwungener Migration, Gewalterfahrung und Traumatisierung über mehrere Generationen hinweg. Mit diesem Schwerpunkt ist sie mit Autorenlesungen und Diskussionsveranstaltungen in Schulen aktiv, die über den Friedrich-Bödecker-Kreis gefördert werden. Sie erhielt mehrere Stipendien und wurde für ihre Arbeit ausgezeichnet. Als Kolumnistin arbeitet sie beim Südkurier mit.
Im Rahmen individueller Schreibcoachings mit dem Schwerpunkt Biografiearbeit und bei strukturierten Tiefeninterviews entstanden zahlreiche Zeitzeugengespräche, vor allem mit der Generation, die durch eine Kindheit während des Zweiten Weltkriegs geprägt wurde und deren Kindern (sogenannte Kriegskinder und Kriegsenkel). 
Die Autorin unternimmt regelmäßig mehrwöchige Radreisen durch Europa und berichtet über diese in ihrem persönlichen Reiseblog und hält Vorträge.

## Bibliografie (Auswahl)
- Die Vogelfrau, KBV Hillesheim 2013, Kriminalroman (Neuauflage Band 1 der Bloch-Trilogie)
- Der Mann, der niemals töten wollte, KBV Hillesheim 2010; Kriminalroman (Band 2 der Bloch-Trilogie)
- Nur noch das nackte Leben, KBV Hillesheim 2013, Kriminalroman (Band 3 der Bloch-Trilogie)
- Vor dem Erben kommt das Sterben, Lindemanns Bibliothek Karlsruhe 2016, Kriminalroman
- Der Hütejunge – eine Kindheit im Krieg CMZ-Verlag Rheinbach 2018 (zweite Aufl. 2019), Gesellschaftsroman – Biografie
- Töchter des Todes, Leinpfadverlag Ingelheim a. Rh. 2019, Gesellschaftsroman
- Rendezvous mit dem Tod – unheimliche Kurzgeschichten, KSB 2015, bearbeitete Neuauflage BoD 2020; fantastische Prosa
- Weihnachtsgeschichten vom Bodensee, Wartberg Verlag 2016 regionale Kurzgeschichten
- Herr Lothar geht baden – Eine Geschichte für Kinder und Weltversteher (zum Thema Obdachlosigkeit), BoD 2020; Kinderbuch
- Wo ist nur der Mond geblieben? – Eine Gutenachtgeschichte für aufgeweckte Kinder, BoD 2020; Kinderbuch
- Kannst du mir sagen, wie ich heiße? - Eine Geschichte vom Vergessen und Erinnern (zum Thema Demenz), BoD; Kinderbuch